# Gerd Sheyţān
Gerd Sheyţān (persiska: گرد شیطان, Gīr Sheyţān) är en ort i Iran.   Den ligger i provinsen Västazarbaijan, i den nordvästra delen av landet, 600 km väster om huvudstaden Teheran. Gerd Sheyţān ligger 1 340 meter över havet och antalet invånare är 181.
Terrängen runt Gerd Sheyţān är kuperad åt nordost, men åt sydväst är den bergig. Gerd Sheyţān ligger nere i en dal.Runt Gerd Sheyţān är det ganska glesbefolkat, med 48 invånare per kvadratkilometer. Närmaste större samhälle är Piranshahr, 17,7 km nordväst om Gerd Sheyţān. Trakten runt Gerd Sheyţān består till största delen av jordbruksmark.